# قلعه (روستا)
 قلعه  به عربی ( الَقلعَة )، روستایی است در دهستان حجح از توابع استان مأرب در کشور یمن در شبه جزیره عربستان.

## جمعیت
جمعیت آن ( ۶۰) نفر (۴ خانوار) می‌باشد.